# Восстание Уота Тайлера
Восста́ние Уо́та Та́йлера — крупное крестьянское восстание 1381 года, охватившее практически всю Англию. Восстание произошло по различным причинам, в том числе из-за политической и экономической напряжённости, особенно обострившейся после эпидемии бубонной чумы 1340-х годов, непомерно высокого роста налогов, собиравшихся для ведения войны с Францией, а также неурегулированности отношений внутри городской власти Лондона. Поводом для начала восстания послужили действия королевского представителя Джона Бамптона в Эссексе 30 мая 1381 года. Его попытка собрать неуплаченный подушный оклад в городе Брентвуд привела к ожесточённому сопротивлению, быстро распространившемуся по юго-востоку страны. Большая часть сельских жителей, в том числе многие местные ремесленники и сельские должностные лица, присоединились к протесту, сжигая судебные записи и освобождая заключённых местных тюрем. Повстанцы добивались снижения налогов, устранения системы крепостного права, смещения с должности главных королевских чиновников и уничтожения судов.
Вдохновлённые проповедями радикала-священнослужителя Джона Болла и возглавляемые Уотом Тайлером, кентские повстанцы двинулись на Лондон. В Блэкхезе произошла встреча повстанцев и королевских парламентёров, которые безуспешно пытались убедить восставших разойтись по домам. 14-летний король Ричард II укрылся в Тауэре, так как большая часть королевских войск находилась на севере Англии и не могла прийти ему на помощь. 13 июня повстанцы вошли в Лондон и вместе с присоединившимися к ним местными жителями атаковали тюрьмы, разрушили Савойский дворец на Темзе и Судебные инны в Темпле, сожгли судебные записи и казнили всех тех, кто, по их мнению, был связан с королевским правительством. На следующий день Ричард прибыл на переговоры с восставшими в Майл-Энд и подчинился большинству их требований, в том числе и отмене крепостного права. Между тем восставшие захватили Тауэр и убили лорд-канцлера и лорд-казначея.
15 июня Ричард покинул Тауэр, чтобы встретиться с повстанцами в Смитфилде. Произошла стычка, в которой был убит Тайлер. Лорд-мэр Лондона Уильям Валворт собрал из горожан ополчение и разогнал восставших. Ричард сразу же начал наводить в городе порядок и отменил все свои предыдущие уступки мятежникам. Восстание также распространилось в Восточную Англию, где был атакован Кембриджский университет и убито множество чиновников. Беспорядки продолжались до вмешательства Генри ле Диспенсера, разбившего армию повстанцев в битве при Норз-Уолшем 25 или 26 июня. Волнения также распространились на север в Йорк до Беверли и Скарборо и на запад — до Бриджуотера в Сомерсете. Для наведения порядка Ричард мобилизовал около 4000 солдат. Большинство лидеров повстанцев были захвачены в плен и казнены; к ноябрю были убиты по меньшей мере 1500 восставших.
Восстание Уота Тайлера подробно изучалось учёными. Историки конца XIX века использовали для оценки масштабов события в качестве источников хроники, написанные современниками бунта, в XX веке данные о бунте были дополнены сведениями из протоколов судебных заседаний и местных архивов. Мнение историков о значении восстания для истории развития Англии неоднозначно и менялось со временем. Некоторые оценивали его как значимый момент в английской истории, но современные учёные менее уверены в такой оценке. Восстание сильно повлияло на ход Столетней войны, так как парламент стал более сдержан во введении дополнительных налогов, идущих на возмещение военных расходов. Бунт широко описан в социалистической литературе, к примеру Уильямом Моррисом, и является одним из политических символов левых сил.

## Предыстория и причины

### Экономика

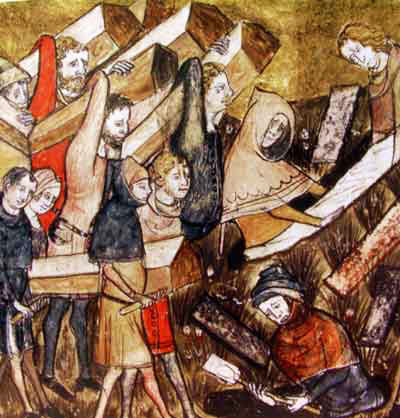
Похороны жертв чумы в Турнэ.

Причинами восстания Уота Тайлера являлись экономические и социальные неурядицы XIV века. В начале века большая часть населения Англии была занята в сельском хозяйстве, кормя города и поставляя продукцию для международной торговли. Землёй в Англии владели мелкие дворяне (джентри) и церковь, в чьих поместьях работали крестьяне. Отношения между крестьянами и землевладельцами регулировались т. н. судом поместья (манориальный суд). Поместные суды возглавлялись помещиком или его управляющим. Каждый поместный суд имел свои правила и законы. Часть крестьян составляли крепостные, которые были обязаны определённое время работать на помещика, обрабатывая его землю. Число свободных и крепостных крестьян в разных регионах страны было разным, на юго-востоке число последних было относительно небольшим . Крестьяне, крепостные по рождению, не могли покидать своих хозяев без их разрешения на работу у другого землевладельца, другим переход к новому хозяину ограничивался действующими договорами с помещиками, на чьей земле они работали . Рост населения и, как следствие, увеличение спроса на продукты поднимали значимость и могущество владельцев сельскохозяйственных угодий.
Потребности крестьян были невелики: завтрак крестьян состоял из куска хлеба и кружки эля, днём — хлеб с сыром, луковица и эль, вечером — овсяная похлёбка, хлеб, сыр. Мясо, рыба, молоко, масло были на столе только в праздники. Жили в хижинах из прутьев, обмазанных глиной и крытых соломой. Печей не было, огонь разводили на земляном полу или железном листе. Дым шёл через отверстие в крыше. Домашнего скота в крестьянских хозяйствах было немного.
В 1348 году эпидемия чумы, так называемая Чёрная смерть, перекинулась из континентальной Европы в Англию. От чумы, по различным оценкам, умерло от 25 % до 60 % населения. Массовая гибель людей привела к экономической катастрофе. Прежде всего сократилось число батраков, которые были необходимы мелким и средним помещикам, и обязанных барщиной крепостных в крупных поместьях. Уменьшилось поступление ренты . Крестьяне стали требовать бо́льшую оплату своего труда, их оплата резко возросла, напротив, доходы помещиков серьёзно уменьшились. К тому же торговля между крупными городами и финансовые связи перестали действовать.
Постепенно экономическое положение стало выправляться
Власти ответили на сложившуюся ситуацию, издав новые законы: Указ о работниках, принятый в 1349 году, и Положение о работниках 1351 года. Эти законы устанавливали норму рабочей платы, причём такую же, какой она была до чумы; отказ работать по такой цене и разрыв уже заключённого договора со стороны нанявшегося стали считаться преступлением и карались штрафом. Изначально исполнение этих норм контролировалось специальными судьями, а с 1360-х годов этим стали заниматься мировые судьи из местных джентри. В теории эти законы должны были применяться как к землевладельцам, устраняя их конкуренцию из-за работников, так и к крестьянам, но закон применялся к последним. В 1361 году законы были ужесточены, и вместо штрафов преступников стали сажать в тюрьму, клеймить и после этого принудительно отправлять на работу.
В следующие несколько десятилетий для английских крестьян появились новые возможности заработка. Некоторые смогли занять должности, ранее закрытые для них, другие получили возможность переходить от работодателя к работодателю, кто-то стал слугой в богатом хозяйстве. Эти изменения остро ощущались и на юго-востоке Англии, где ремесленники и фермеры получили особенно много возможностей из-за близости к Лондону. Местные помещики могли запретить крестьянам покидать их усадьбы, но многие уезжали работать в другие усадьбы нелегально. Заработок продолжал расти, и с 1340-х по 1380-е годы оплата труда сельских работников увеличилась примерно на 40 процентов. Так как теперь низший класс имел намного больше денег, парламент издал в 1363 году несколько новых законов, по которым некоторые дорогие товары могли использоваться только элитой общества. Сумптуарные законы не выполнялись полностью, но иные трудовые законы стали применяться более жёстко.

### Война и финансы
Также на восстание 1381 года повлияло ведение войны с Францией. В 1337 году Эдуард III настоял на своих притязаниях на французский трон, начав долгий военный конфликт, получивший в историографии название Столетняя война. Эдуард выиграл несколько сражений, но они не были решающими. После 1369 года король Франции Карл V оказал активное сопротивление и, воспользовавшись экономической мощью своей страны, начал морские рейды на Англию. С 1370-х годов континентальная армия Англии находилась под постоянным финансовым давлением; поддержка только гарнизонов в Кале и Бресте, к примеру, составляла 36 000 фунтов стерлингов в год, а военные экспедиции могли стоить 50 000 фунтов стерлингов за 6 месяцев. Эдуард умер в 1377 году, оставив трон своему внуку, Ричарду II, которому было всего 10 лет.

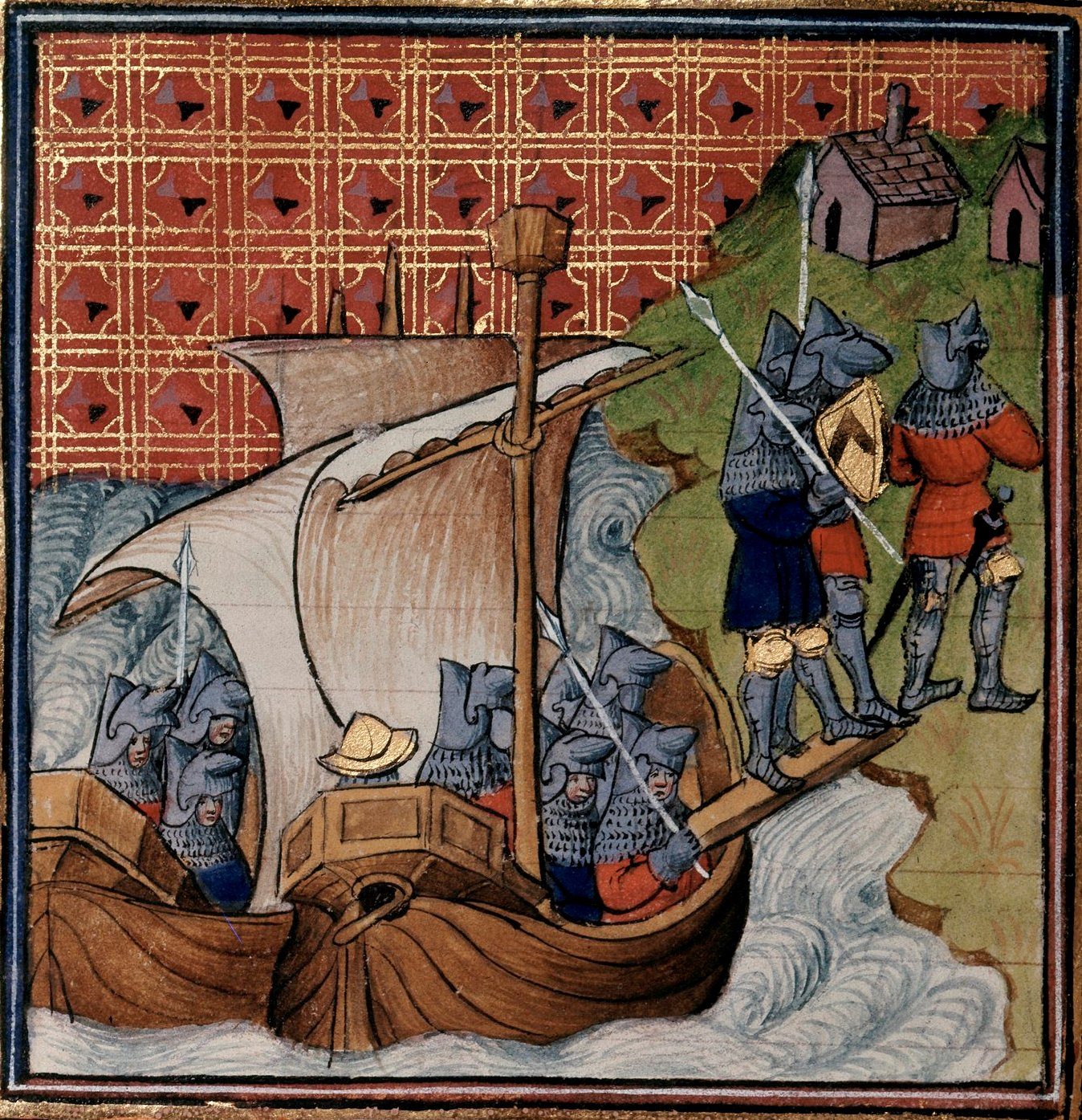
Английские солдаты высаживаются в Нормандии

Правительство Ричарда состояло из сановников, служивших при дворе его деда, и его дядей, среди которых выделялся богатый и могущественный Джон Гонт. Правительство столкнулось с необходимостью поиска источников финансирования войны с Францией. В XIV веке новые налоги проводились через парламент, включавший Палату лордов, состоявшую из титулованной аристократии и духовенства, и Палату общин, в которую входили представители рыцарства, купечества и дворянства со всей Англии. Налоги обычно накладывались на движимое имущество и скот. Повышение таких налогов больше отражалось на членах Палаты общин, нежели Палаты лордов. Вопрос также обострялся из-за того, что администрация использовала в качестве данных для сбора налогов устаревшую статистику, собранную до эпидемии чумы, и, так как богатство общин уже не соответствовало этим данным, сбор налогов уменьшился.
Незадолго до смерти Эдуарда парламент ввёл новую форму налогообложения — подушный налог, который взимался в размере 4 пенсов в год с каждого человека старше 14 лет. Между 1377 и 1381 годами такой налог трижды взимался со всех общин, которые прежде никогда не подвергались прямому налогообложению; при этом в отношении уклоняющихся применялось насилие.
Введение новых налогов, идущих на военные расходы, оказалось весьма непопулярным, но сборы увеличились на 22 000 фунтов стерлингов. Тем не менее, военные трудности продолжались, и, несмотря на увеличение поступлений в казну за счёт принудительных займов, в 1379 году король обратился в парламент за дополнительными средствами. Палата общин поддержала молодого короля, однако было выражено беспокойство по поводу пропавшей суммы денег и растрат королевских советников, которые подозревались в коррупции. Был введён ещё один подушный налог; на этот раз всё английское общество было разделено на 7 классов, и более состоятельные классы должны были платить больший налог, чем менее состоятельные. Уклонение от налогов (было получено только 18 600 фунтов стерлингов при ожидаемых 50 000) стало важной проблемой для властей.
В ноябре 1380 года в Нортгемптоне был вновь созван парламент. Архиепископ Симон Садбери, новый лорд-канцлер, поставил палату общин перед лицом ухудшающегося положения дел во Франции, коллапса международной торговли и риска объявления короной дефолта по своим долгам. Парламенту было объявлено, что требуются новые налоги для покрытия колоссальной суммы в 160 000 фунтов стерлингов. Парламент ввёл третий подушный налог в размере 12 пенсов с каждого старше 15 лет, включая замужних женщин; предполагалось собрать 66 666 фунтов стерлингов, при том, что двухнедельный заработок составлял 6 пенсов. Этот налог был крайне отрицательно воспринят народом, и многие жители юго-востока Англии отказались его выплачивать. В марте 1381 года королевский совет направил новых сборщиков, которые должны были опросить местных сельских и городских чиновников, чтобы выявить уклонившихся от уплаты. Однако действия этих уполномоченных только повысили напряжение, сложившееся из-за нового налога.

### Протесты против власти

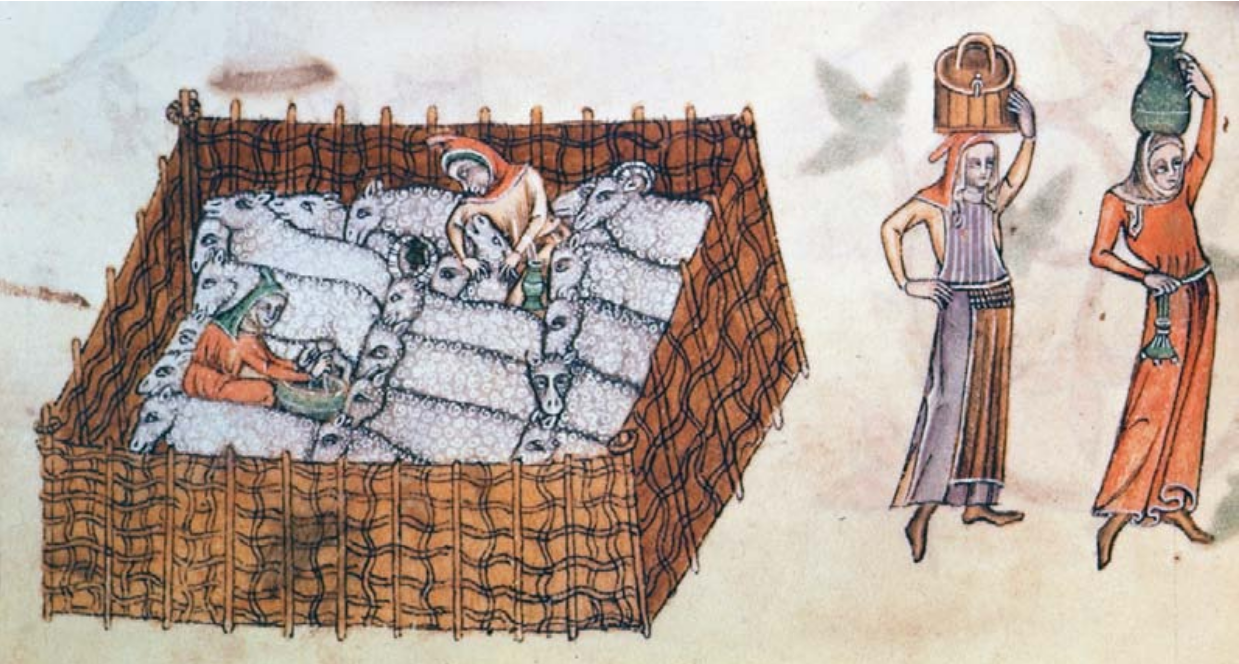
Овцеводство, средневековая миниатюра

Десятилетие, предшествовавшее 1381 году, было тревожно и отмечено несколькими бунтами. Центром волнений был Лондон, в котором активность цеховых гильдий и братств часто создавала проблемы для власти. Лондонская элита не была едина; между её представителями не прекращались распри за политическую власть. Недовольство горожан вызывало расширение роли королевского суда в столице, особенно суда Маршалси в Саутворке , также, раздражение жителей вызывали проживающие в городе иностранцы, в частности фламандские ткачи. Особенной нелюбовью у лондонцев пользовался Джон Гонт, который был сторонником религиозного реформатора Джона Уиклифа, считавшегося еретиком. Существовала лютая вражда между знатью и Гонтом, ходили слухи, что король мог назначить его на место выборного мэра.

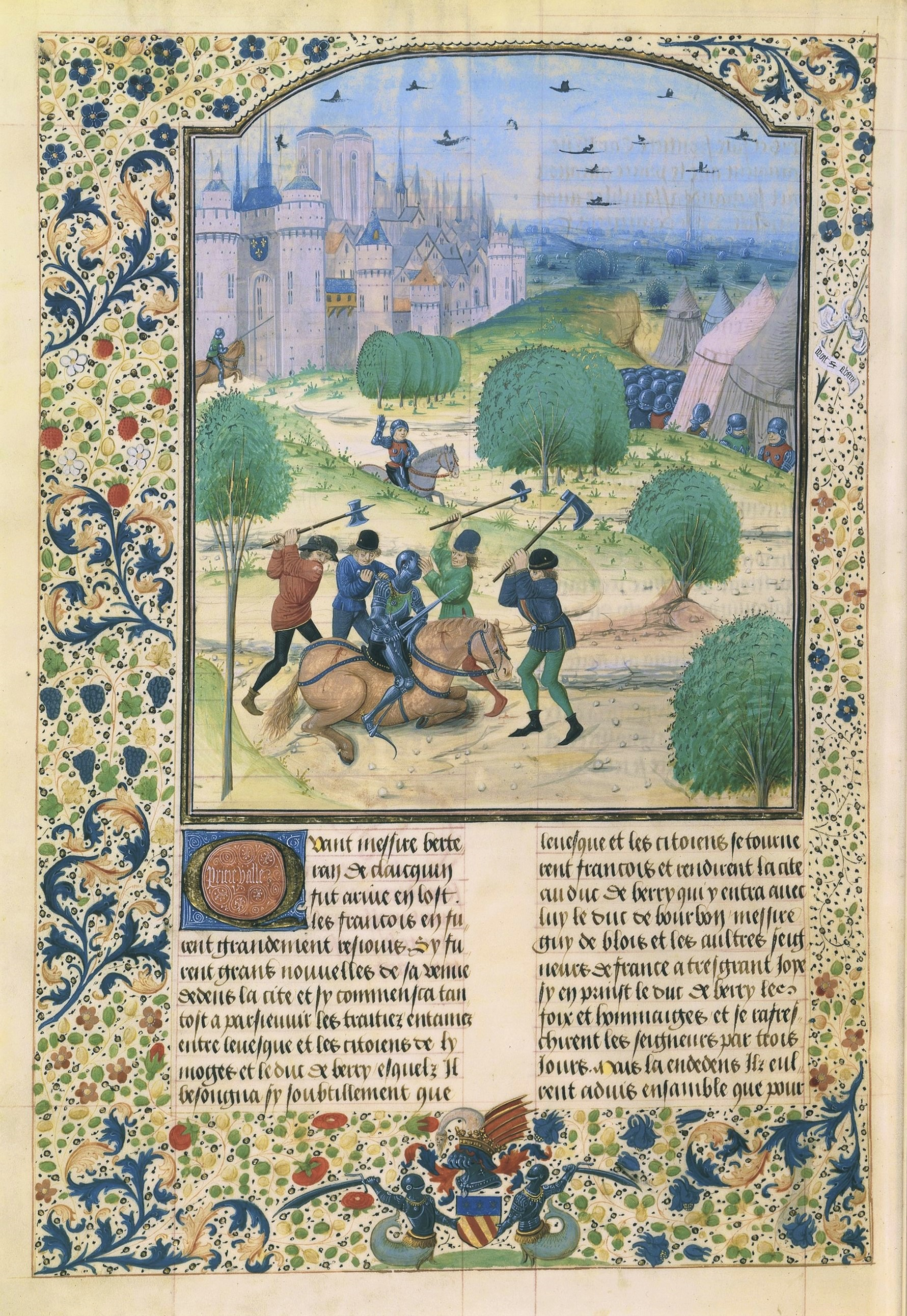
Убийство рыцаря восставшими крестьянами. Миниатюра из Староанглийские хроники Жана де Ваврена (1470—1490)

Селяне, особенно на юго-востоке, проявляли недовольство действующим крепостным правом землевладельцев и местными судами, назначающими и собирающими налоги и штрафы. Всевластие землевладельцев, хозяев поместий, принимающих непопулярные законы или же являющихся королевскими судьями, вызывало раздражение селян. Часто крестьяне стали отказываться принимать участие в судах, чтобы сорвать их деятельность . Владельцы скота, изъятого судебным распоряжением, пытались «спасти» своё имущество нападая на должностных лиц. Некоторые крестьяне начали выступать за создание сельских общин, соблюдающих традиционные законы, но независимых от правовой системы с центром в Лондоне. Историк Мири Рубин пишет, что для многих «проблема заключалась не в законах страны, а в их применении».
Выражалась обеспокоенность по поводу этих изменений в обществе. В своей поэме «Видение о Петре-пахаре», написанной незадолго до 1380 года, Уильям Лэнгленд восхваляет крестьян, уважающих закон и усердно трудящихся для своих господ, но порицает жадных, странствующих рабочих, гонящихся за более высоким заработком. Поэт Джон Гауэр боялся, что в Англии может произойти что-то подобное французской Жакерии 1358 года, когда крестьяне поднялись против своих хозяев. Из-за угрозы со стороны новых рабочих, прибывших в города, и возможности, что слуги пойдут против хозяев, возникла моральная паника. В 1359 году были приняты новые законы, направленные на борьбу с мигрантами; были расширены уже существовавшие законы о соучастии в преступлении, а также законы об измене распространены на слуг и жён, предавших своих хозяев и мужей. К 1370-м годам даже возникли опасения, что при вторжении Франции крестьяне могут поддержать захватчиков.
Недовольство постепенно перешло в открытые протесты. В 1377 году по юго-западу и юго-востоку Англии прокатился ряд восстаний. Сельчане сорганизовывались и отказывались работать на своих хозяев, ссылаясь на Книгу Страшного суда, жаловались на судебные решения, обращаясь даже к королю. Протесты нарастали и в городах, особенно в Лондоне, где Джон Гонт лишь чудом избежал линчевания. В 1380 году беспорядки нарастали и распространились по северу Англии и в западных городах Шрусбери и Бриджуотере. Также произошло восстание в Йорке, в ходе которого Джон де Гибсон, мэр города, был отстранён от должности; ещё несколько восстаний, связанных с введением новых налогов, случилось в 1381 году. В мае 1381 года в Англии произошла сильная буря, которую многие сочли за предзнаменование скорых потрясений, что также повлияло на настроение населения.

## Эссекс и Кент
Восстание 1381 года началось 30 мая в Эссексе с прибытием Джона Бамптона, который должен был собрать неуплаченный подушный налог. Бамптон был членом парламента и мировым судьёй; он имел серьёзные связи в королевском окружении. Он прибыл в город Брентвуд и вызвал туда представителей соседних селений Коррингем, Фоббинг и Стэнфорд-ле-Хоуп, которые 1 июня должны были привезти недостающую сумму. Жители прибыли, вооружённые старыми луками и палками. Первыми Бамптон стал допрашивать жителей Фоббинга, чей представитель Томас Бэйкер заявил, что деревня уже заплатила налог, и ещё денег они вносить не собираются. Когда Бамптон и два сержанта попытались арестовать Бэйкера, произошла стычка, и начался бунт. Бамптон спасся и бежал в Лондон, но трое его людей и несколько граждан Брентвуда, поддержавших его, были убиты.

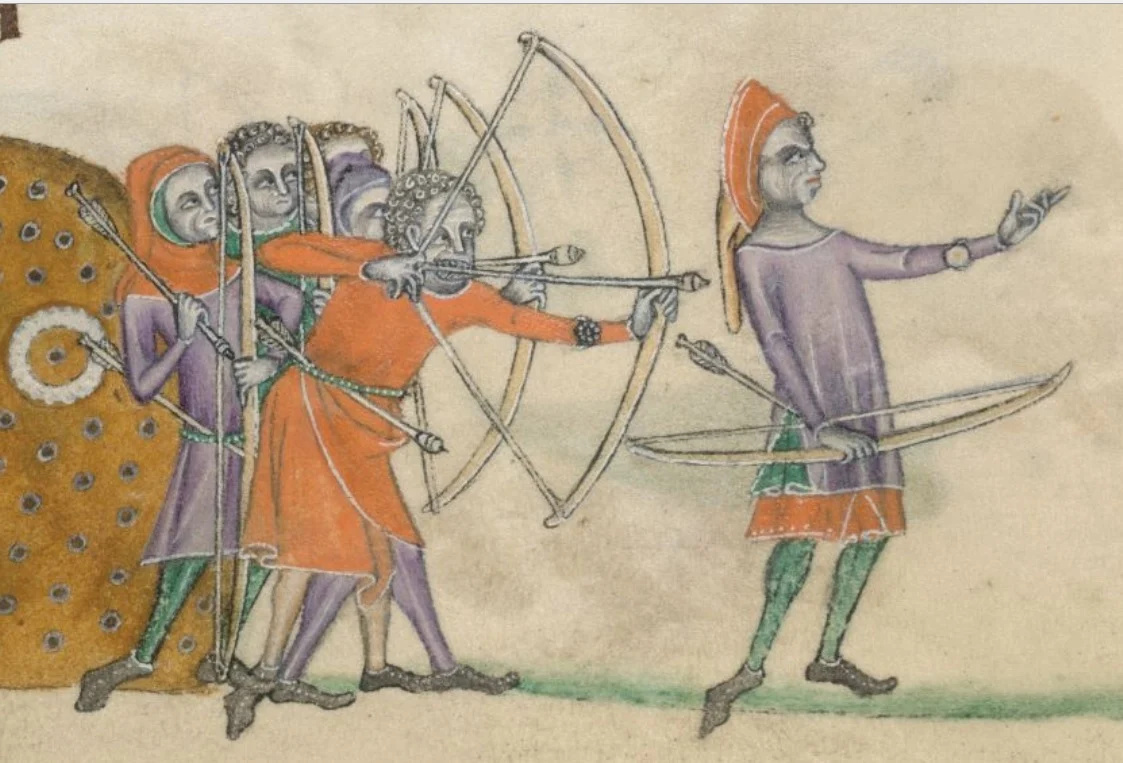
Тренировка английских лучников

За следующий день количество восставших значительно выросло. Крестьяне распространили весть о восстании по всему региону; местный шериф Джон Джеффри искал поддержку восставшим между Брентвудом и Челмсфордом. 4 июня повстанцы собрались в деревне Бокинг, где, скорее всего, были обсуждены их дальнейшие планы. Эссекские восставшие, скорее всего несколько тысяч, двинулись к Лондону, часть восставших двигалась через Кент. Один из отрядов направился на север, в соседнее графство Суффолк, чтобы там поднять восстание .
Тем временем восстание началось также и в Кенте. Сэр Саймон де Бёрли, сторонник Эдуарда III и молодого Ричарда, утверждал, что один человек в Кенте, по имени Роберт Беллинг, был беглым крепостным из одного из его поместий. Бёрли послал двух своих людей в Грейвсенд, где жил Беллинг, чтобы того арестовали. Судебные приставы Грейсвенда и Беллинг предложили сэру Саймону деньги за свободу обвиняемого в побеге, но тот отказался, и Беллинг был заключён в Рочестерский замок. Группа возмущенных местных жителей собралась в Дартфорде, вероятно, 5 июня, чтобы обсудить случившееся. Оттуда повстанцы двинулись в Мейдстон, где штурмовали местную тюрьму, а затем, 6 июня, в Рочестер. Столкнувшись с разъярённой толпой, констебль, охраняющий Рочестерский замок, впустил их без боя, и Беллинг был освобождён.
Некоторые из кентских восставших успокоились на этом, но многие решили продолжить. Скорее всего, именно тогда их начал возглавлять Уот Тайлер, о котором Anonimalle Chronicle пишет, что он был избран предводителем на собрании в Мейдстоне 7 июня. О жизни Тайлера известно относительно немногое; хроники указывают, что он был родом из Эссекса, служил во Франции лучником и был харизматичным и умелым лидером. Некоторые хронисты полагали, что именно он был идеологом восстания, выдвинувшим политические требования. Иногда также упоминается некий Джек Строу, бывший предводителем повстанцев в эту фазу бунта, но неизвестно, реально ли он существовал, или это только псевдоним Уота Тайлера или Джона Уорва.
Тайлер и кентцы двинулись к Кентербери и 10 июня вошли в окружённый стенами город и замок, причём сопротивление им не оказывалось. Повстанцы отменили власть отсутствующего Архиепископа Кентерберийского и заставили монахов присягнуть делу восставших. Они нападали на дома граждан города, ссылаясь на то, что ищут членов ненавидимого королевского совета; всех подозреваемых вытаскивали из домов и казнили. Была открыта городская тюрьма и выпущены заключённые. Тайлер убедил около тысячи восставших покинуть Кентербери и на следующее утро отправиться вместе с ним в Лондон.

## Движение к столице

Миниатюра XV века изображает священника Джона Болла, выступающего перед повстанцами. Уот Тайлер в красной одежде изображён слева

Повстанцы из Кента двинулись к Лондону, причём считается, что их действия были скоординированы с движением восставших из Эссекса, Суффолка и Норфолка. Повстанцы были вооружены палками, боевыми топорами, старыми мечами и луками. По пути они захватили мать короля леди Джоанну, которая в тревоге из-за вести о восстании возвращалась в столицу. Толпа её высмеяла, но не причинила вреда. Кентцы достигли Блэкхеза, находящегося на юго-востоке столицы, 12 июня.
Между тем в ночь 10 июня весть о восстании достигла короля, находящегося в Виндзорском замке. 12 июня он переправился через Темзу в Лондон, собираясь для безопасности жить в одной из мощнейших крепостей королевства — Тауэре, где уже находились его мать, архиепископ Садбери, лорд-казначей Роберт Холес, графы Арундел, Солсбери и Уорик и некоторые иные представители знати. В Лондон была отправлена делегация под начальством Томаса Бринтона, архиепископа Рочестерского; делегаты должны были начать переговоры с повстанцами и убедить их вернуться домой.
В Блэкхезе знаменитый кентский священник-радикал Джон Болл произнёс перед собравшимися кентцами ныне известную проповедь. Болл был тесно связан с Тайлером. Хроники расходятся во мнении, каким образом он присоединился к восставшим: или он был освобождён толпой из Мейнстонской тюрьмы, или же он был на свободе, когда началось восстание. Болл обратился к толпе с риторическим вопросом: «Когда Адам пахал, а Ева пряла, кто был тогда дворянином?»;
Его проповедь легла в основу лозунга повстанцев: «За короля Ричарда и за сельскую общину без крепостного права». Во фразе подчёркивалось желание повстанцев отменить крепостное право и существующую иерархию в церкви и государстве, которая отделяла гражданина от короля; восставшие делали упор на свою лояльность к королю и то, что они, в отличие от его советников, были «верны» Ричарду. Повстанцы отвергли предложение архиепископа Рочестерского вернуться домой и вместо этого продолжили дальнейшее движение к столице.
Тем временем в Тауэре обсуждалось, что делать с восстанием. У короля было небольшое число войск под рукой: гарнизон крепости, непосредственные телохранители короля и, самое большее, несколько сот солдат. Многие из опытных полководцев находились во Франции, Ирландии и Германии, а ближайшие достаточно крупные военные подразделения находились на севере Англии, защищая страну от возможного нападения Шотландии. Борьба с восставшим в провинциях осложнялась английскими законами, по которым только король мог созвать местное ополчение или казнить повстанцев и преступников, так что местные феодалы не могли подавить восстание собственными силами.
Поскольку переговоры в Блэкхезе не удались, было принято решение, что король сам должен встретиться с восставшими в Гринвиче, на южной стороне Темзы. Утром 13 июня Ричард отплыл из Тауэра, охраняемый четырьмя баржами с солдатами, и на другой стороне реки встретился с толпой повстанцев, но переговоры провалились, потому что Ричард отказывался выходить из лодки, а восставшие не желали вступать в переговоры, пока он этого не сделает. Ричард вернулся в Тауэр.

### События в Лондоне

#### Вход в город

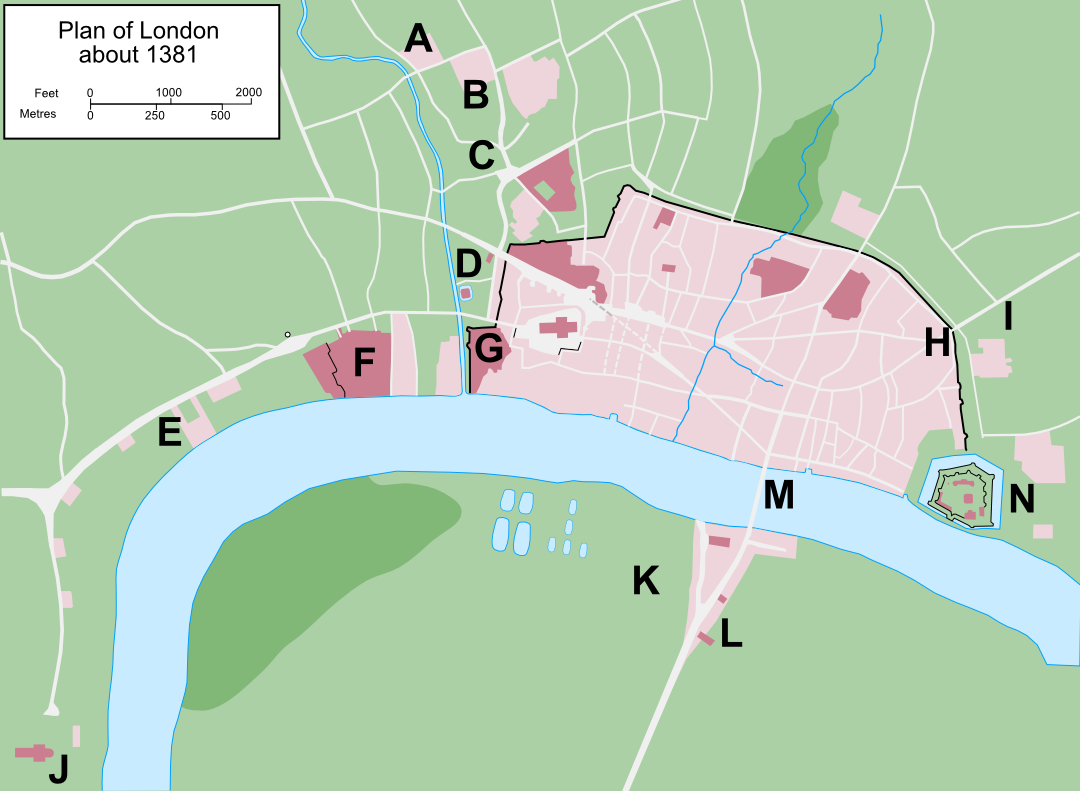
Карта Лондона в 1381 году: A — Клеркенвелл; B — Монастырь святого Иоанна; C — Смитфилд; D — Флитская и Ньюгетская тюрьмы; E — Дворец Савой; F — Темпл; G — Блэк-Фриарс; H — Олдгейт; I — Майл-Энд; J — Вестминстер; K — Саутуарк; L — Тюрьма Маршалси; M — Лондонский мост; N — Лондонский Тауэр

Повстанцы начали двигаться из Саутуарка по Лондонскому мосту днём 13 июня. Этот вход в город был сдан либо из симпатии к повстанцам, либо из страха, и те вошли в город. В то же время восставшие из Эссекса подошли к городу с севера, к Олдгейту. Повстанцы прошли на запад через центр города, открыли Олдгейт, позволив остальным войти.
Кентские повстанцы составили широкий список людей, которые, по их мнению, должны были быть казнены королём. Он включал крупных деятелей, таких как Джон Гонт, архиепископ Садбери и Хейлз; других ключевых членов королевского совета; должностных лиц, таких как Белкнэп и Бамптон, связанных со сбором налогов в Кенте; также других ненавистных народу членов королевского круга. Тюрьма Маршалси ими была разрушена. К тому времени к восставшим из Кента и Эссекса присоединились многие лондонцы. Толпа атаковала Флитскую и Ньюгетскую тюрьмы, также целями повстанцев были дома фламандских эмигрантов.
Восставшие не допускали грабежей и предавали смерти всякого, уличённого в воровстве.
С севера Лондона повстанцы достигли Смитфилда и Клеркенвеллского монастыря, штаб-квартиры госпитальеров, возглавляемых Хейлзом. Монастырь и соседняя с ним усадьба были уничтожены. Взяв курс на запад, вдоль Флит-стрит, восставшие атаковали Темпл, комплекс зданий, связанных с правом, и офисов, принадлежащих госпитальерам. Книги и документы выбрасывались на улицу и уничтожались, здания систематически подвергались разрушению. Едва удалось спастись Джону Фордхэму, лорду-хранителю Малой печати, одному из людей в списке подлежащих казни; толпа обыскала его дом, однако не заметила, что он был внутри.
Далее по Флит-стрит был атакован Савойский дворец, огромное роскошное здание, принадлежащее Джону Гонту. По свидетельству летописца Генри Найтона, в нём хранилось «такое количество сосудов и серебра, не считая позолоченных предметов и чистого золота, что 5 телег не смогли бы увезти всё это»; по официальным оценкам стоимость составляла примерно £10 000. Предметы интерьера были уничтожены повстанцами, которые сожгли мягкую мебель, разбили работы из драгоценных металлов, раздробили камни, сожгли документы герцога, а остатки бросили в Темзу или закопали. Символично, что почти ничего не было украдено повстанцами, объявившими себя «борцами за правду и справедливость, а не ворами и разбойниками». Остатки здания затем подожгли. Вечером повстанческие силы собрались у Тауэра, откуда король наблюдал пожары по всему городу.

#### Взятие Тауэра

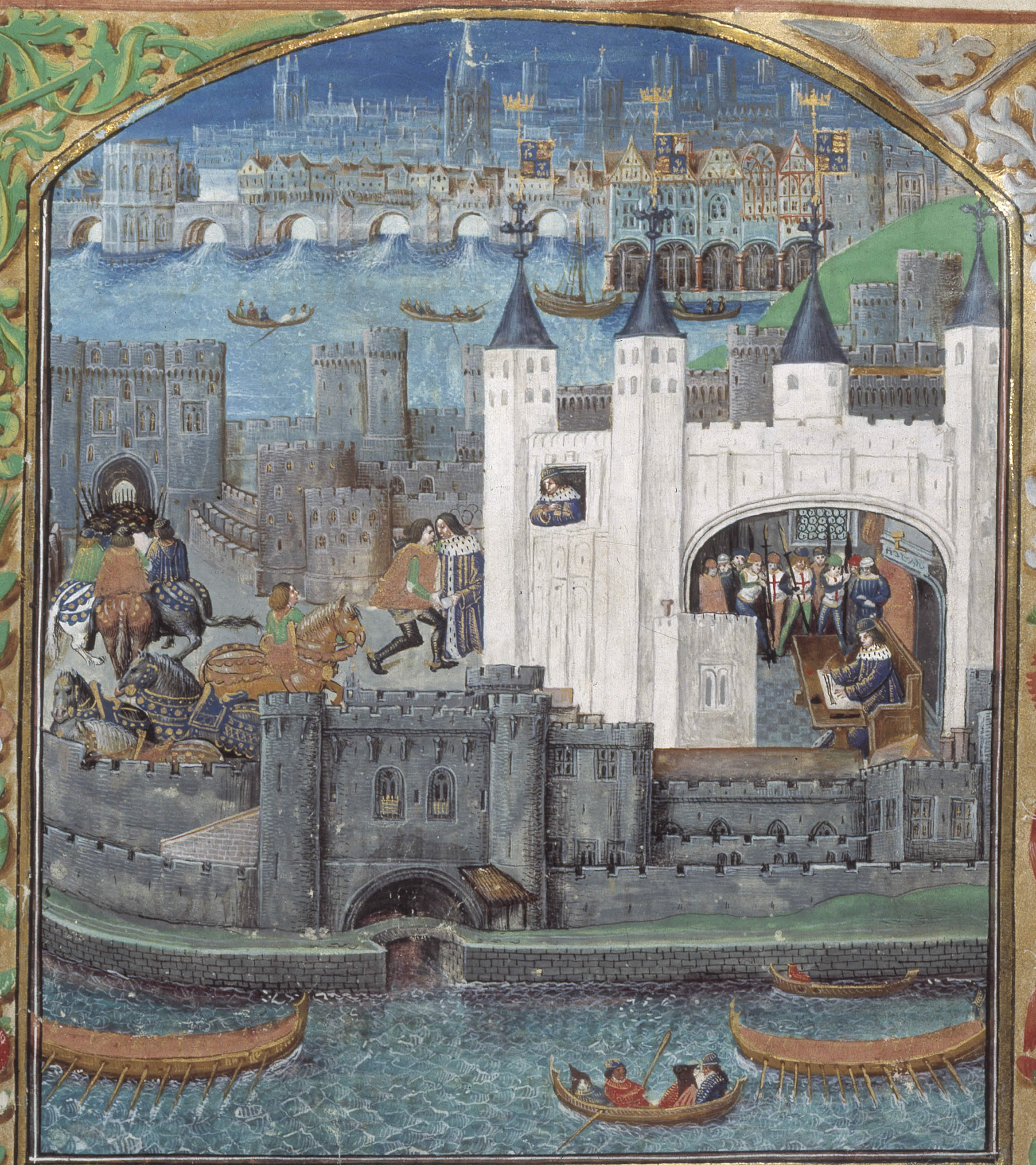
Миниатюра конца XV века, изображающая Тауэр и его донжон — Белую Башню

Утром 14 июня толпа продолжила двигаться на запад вдоль Темзы, сжигая дома чиновников вокруг Вестминстера, попутно освободив заключённых Вестминстерской тюрьмы. Затем они вернулись в центральный Лондон, где подожгли часть ещё не сгоревших зданий и штурмовали Ньюгетскую тюрьму. Продолжилась охота на фламандцев, повстанцы убивали всех людей с акцентом, похожим на фламандский; среди убитых был королевский советник Ричард Лайонс. В одном районе города на улице и в церкви святого Мартина, популярной у фламандцев, лежали тела сорока фламандцев. Историк Родни Хилтон утверждает, что, возможно, эти нападения координировались гильдией лондонских ткачей, бывших коммерческими конкурентами фламандцев.
Запертое в Тауэре королевское правительство пребывало в шоке от произошедших событий. Было принято, возможно самим Ричардом, решение, что королю с небольшим количеством телохранителей следует покинуть замок и направиться на переговоры с повстанцами в Майл-Энд на востоке Лондона. В связи с этим король оставил Садбери и Хейлза в Тауэре то ли для их собственной безопасности, то ли чтобы не смешивать себя в глазах народа со своими непопулярными министрами.
Неясно, кто выступал от повстанцев — Уот Тайлер мог и не присутствовать на этих переговорах, но, скорее всего, они потребовали от короля выдачи вошедших в списки для казни чиновников, отмены крепостного права, возвращения «закона Уинчестера» и всеобщей амнистии повстанцам. Непонятно, что имелось в виду под законами Уинчестера, но, возможно, это имеет некоторое отношение к предлагаемой повстанцами системе самоуправления сельских общин. Ричард издал указ, объявивший отмену крепостного права, который быстро распространился по всей стране. Он отказался выдать своих чиновников, пообещав, по-видимому, самостоятельно наказать виновных.
Пока Ричард находился в Майл-Энде, повстанцы взяли Тауэр. Часть повстанцев, отдельная от ведущих переговоры, подошла к замку, скорее всего, поздним утром. Ворота были открыты для возвращающегося Ричарда, и около 400 повстанцев вошли в крепость, не встретив сопротивления, возможно, из-за бездействия растерявшейся охраны.
Оказавшись внутри, повстанцы начали выслеживать людей, которых собирались казнить; архиепископ Садбери и Роберт Хейлз были найдены в часовне Белой башни. Совместно с Уильямом Апплетоном, врачом Джона Гонта, и Джоном Леггом, королевским сержантом, они были вывезены на Тауэр-Хилл и обезглавлены. Их головы пронесли по городу, а затем прикрепили к Лондонскому мосту. Повстанцы нашли сына Джона Гонта, будущего Генриха IV, и собирались казнить и его, но Джону Ферроу, одному из королевских гвардейцев, удалось убедить их не делать этого. Также повстанцами в замке были найдены леди Джоанна и Джоанна Холанд, сестра Ричарда; после издевательств женщин отпустили. Оружие и королевская атрибутика замка была основательно разграблены.
Ричард не вернулся в Тауэр. Вместо этого он отправился в королевское хранилище в Блэкфриарсе на юго-западе Лондона. Там он назначил военачальника Ричарда Фицалана, графа Арундела, исполняющим обязанности Садбери на посту канцлера; совет начал строить планы по восстановлению преимущества над повстанцами на следующий день. Многие повстанцы из Эссекса, поверив обещаниям короля, уже начали возвращаться домой, так что с Тайлером остались в основном кентцы. Тем вечером люди Тайлера рассеялись по городу, ища и убивая работников Джона Гонта, иностранцев и лиц, причастных к юридическо-правовой системе.

#### Смитфилд

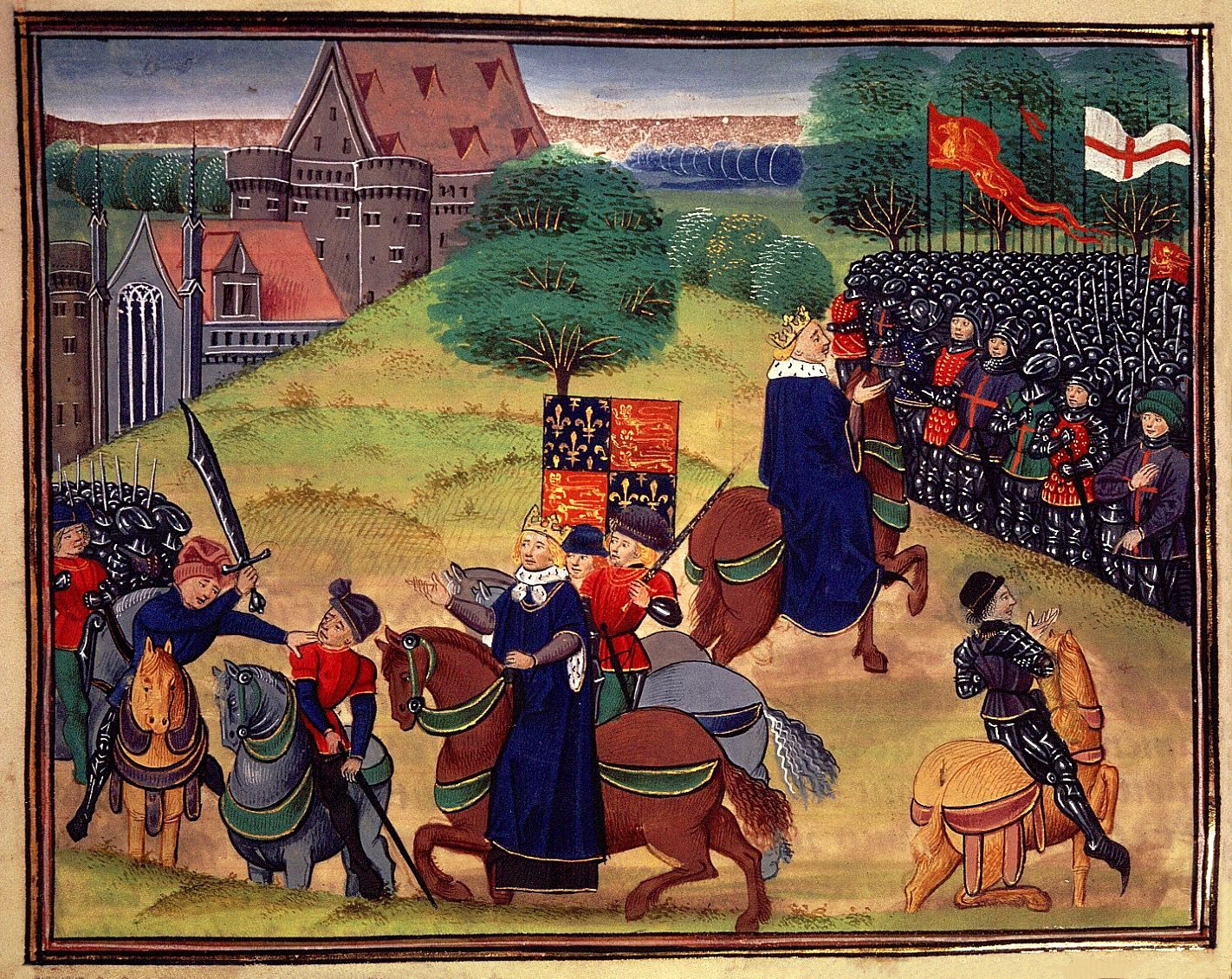
Миниатюра конца XIV века: убийство Уота Тайлера Уильямом Валвортом; король изображён дважды, наблюдая за происходящим убийством (слева) и обращаясь к толпе (справа)

15 июня королевское правительство и те повстанцы, которые не были удовлетворены результатами предыдущих переговоров, договорились о новой встрече с королём в Смитфилде, в непосредственной близости от городских стен. Лондон продолжал находиться в смятении, отдельные группы восставших самостоятельно патрулировали город. Ричард, прежде чем отправиться на назначенную на вечер встречу, совершил молитву в Вестминстерском аббатстве. Описания последующих событий в различных хрониках расходятся в деталях, но общий ход представляют одинаково. Король и его спутники — не менее 200 человек, включая гвардию, — расположились за пределами прихода святого Варфоломея на востоке Смитфилда, а тысячи повстанцев расположились ближе к западу.
Вероятно, Ричард вызвал Тайлера из толпы к себе навстречу, и Тайлер приветствовал короля так, что королевская партия сочла это некоторой фамильярностью: он назвал короля «братом» и обещал свою дружбу. Ричард задал вопрос: почему Тайлер и повстанцы не покинули город после того, как король в предыдущий день обязался выполнить их требования; но Тайлер сердито потребовал, чтобы было составлено ещё несколько уставов. Когда его требования были выполнены, он попытался покинуть переговоры.
Затем между Тайлером и некоторыми королевскими слугами вспыхнул спор. Мэр Лондона Уильям Валворт попытался вмешаться, Тайлер сделал несколько шагов к королю, и в дело включились королевские солдаты. То ли Валворт, то ли Ричард приказал арестовать Тайлера. Тот попытался напасть на мэра, на что мэр защитился, ранив Тайлера. Ральф Стендиш, оруженосец короля, добил Тайлера несколькими ударами мечом.
В сложившейся неустойчивой ситуации была высока вероятность применения насилия, повстанцы были готовы пустить залп стрел в противников. Чтобы разрядить обстановку, Ричард отправился к толпе и убедил её следовать за ним в Клеркенвелл. Валворт тем временем должен был восстановить контроль над ситуацией, опираясь на подошедшее из города подкрепление. Голова Тайлера была отрезана и повешена на столб; повстанческое движение из-за смерти лидера и поддержки правительства военными силами начало разрушаться. Ричард довольно быстро произвёл в рыцари Валворта и его главных сторонников.

### Другие области восстания

#### Восточная Англия

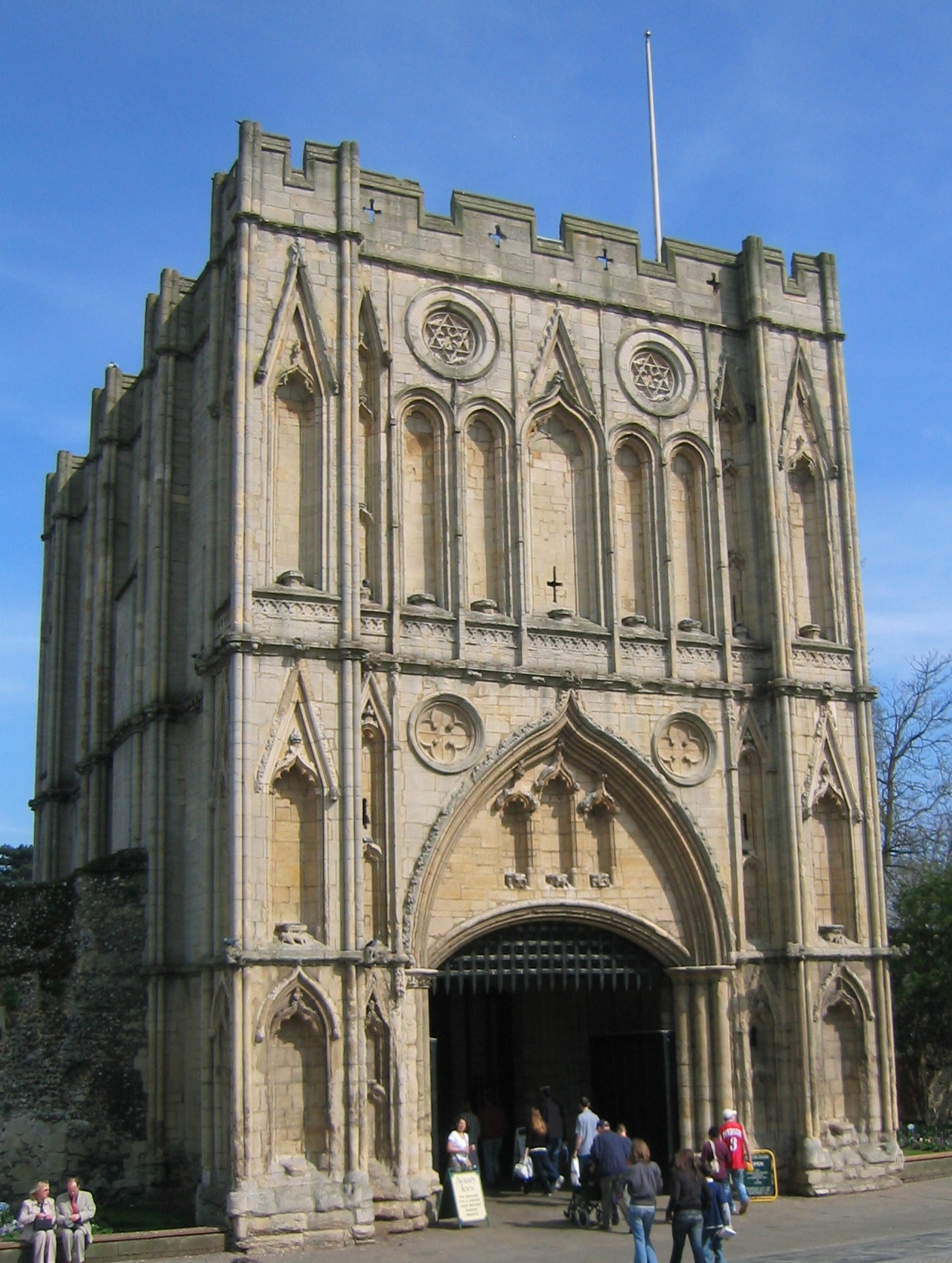
Главные ворота аббатства Бери-Сент-Эдмундс, атакованного повстанцами 13 июня

В то время как разворачивались события в Лондоне, Джон Уорв привёл свои войска в Суффолк. Уорв оказал значительное влияние на развитие восстания в Восточной Англии, где число повстанцев могло достигнуть лондонского. Власти не оказали повстанцам серьёзного сопротивления: дворяне не смогли организовать оборону, ключевые укрепления были быстро захвачены восставшими, ополчение не было мобилизовано. Как и в Лондоне и на юго-востоке страны, причиной этого отчасти были отсутствие опытных военачальников и характер английского права, также наёмники, набранные из местного населения, могли оказаться ненадёжным войском против народного восстания.
12 июня Уорв атаковал собственность сэра Ричарда Лайонса в Оверхолле, на следующий день продвинулся далее на запад Суффолка в города Кавендиш и Бери-Сент-Эдмундс, продолжая по пути набирать в войско новых людей. Джона Кембриджа, настоятеля богатого аббатства Бери-Сент-Эдмундс, в городе не любили, и Уорв, вступив в союз с горожанами, взял аббатство штурмом. Настоятель бежал, но через 2 дня был найден и обезглавлен. Небольшая группа повстанцев отправилась на север, в Тетфорд, для вымогательства у горожан денег; другой группой был выслежен Джон Кавендиш, лорд главный судья Англии и Уэльса и канцлер Кембриджского университета. Пойман он был в Лакенхезе, где и убит. 14 июня около Ипсуича возникла ещё одна независимая группа повстанцев, возглавленная Джоном Баттисфордом и Томасом Сэмпсоном. Они без сопротивления взяли город и разграбили имущество архидиакона и местных налоговых органов. Насилие продолжалось, производились многочисленные нападения на частную собственность и уничтожение судебных записей. Один из чиновников, Эдмунд Лейкенхит, был вынужден бежать из города на лодке.
В конце дня 13 июня, когда туда дошли новости о событиях в Лондоне, началась смута в Сент-Олбансе, Хартфордшир. Там уже давно существовали разногласия между горожанами и местным аббатством, имевшим в регионе множество привилегий. 14 июня аббат Томас де ла Маре встретился с протестующими, которые требовали полную отмену привилегий аббатства. Группа горожан под предводительством Уильяма Гриндекобба отправилась в Лондон, где обратились к королю с просьбой об отмене привилегий аббатства. Уот Тайлер, тогда ещё контролировавший власть в городе, предоставил им полную свободу действий против аббатства. К тому времени, как Гриндекобб и повстанцы вернулись в Сент-Олбанс, настоятель успел бежать. Повстанцы отворили тюрьму аббатства, уничтожили бумаги, определяющие местоположение аббатских земель, и сожгли на главной площади города найденные там документы. Затем, 16 июня, они вынудили Томаса де ла Маре подписать хартию об отмене аббатских привилегий. В течение следующих нескольких дней восстание против аббатства продолжалось, по всей округе разрушалась его собственность и сжигались документы.

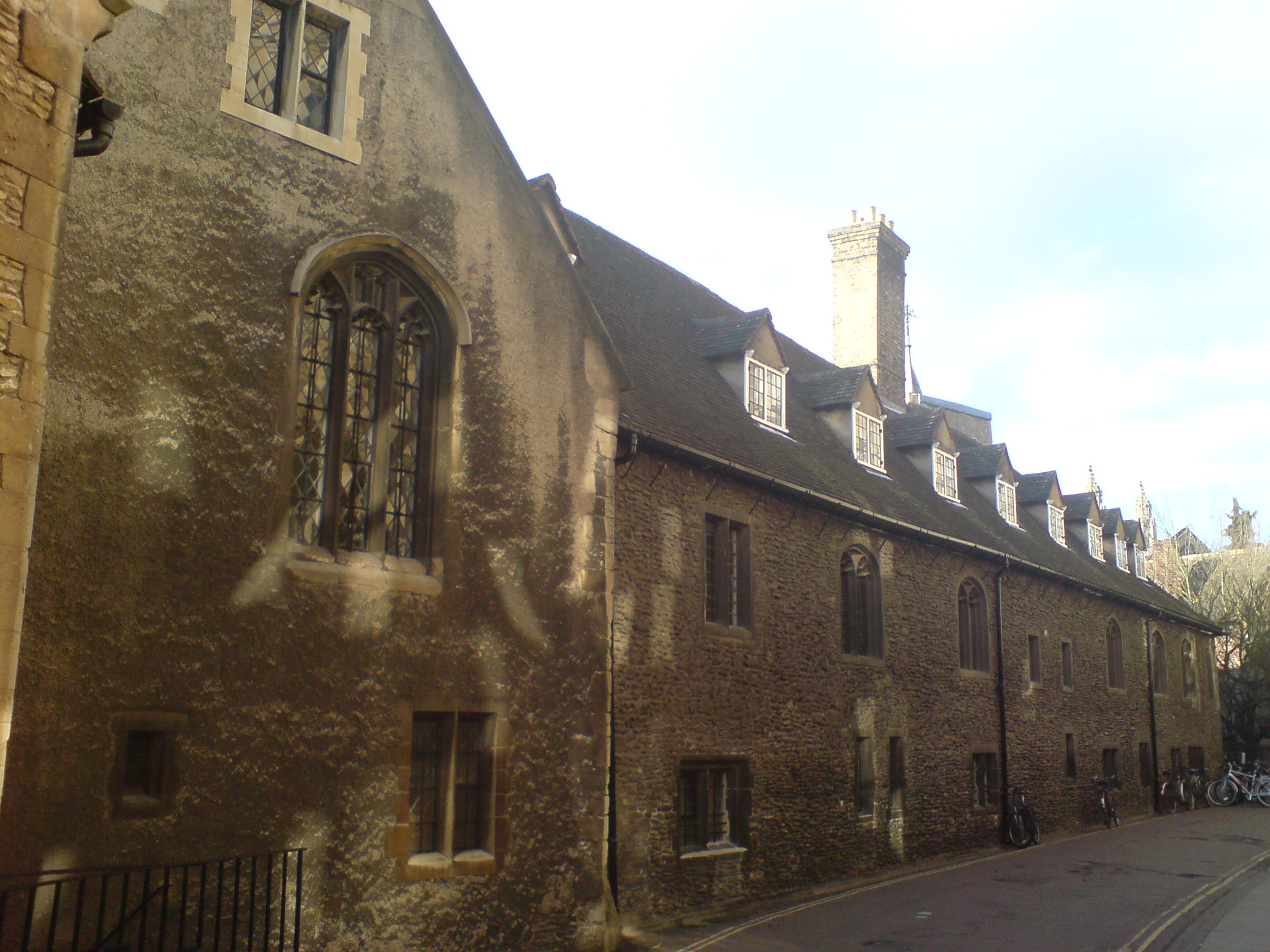
Здание Корпус-Кристи-Колледж, атакованное повстанцами 15 июня

15 июня началось восстание в Кембриджшире, возглавленное участниками суффолкского восстания и некоторыми местными жителями, такими как Джон Грейстон, который участвовал в лондонских событиях и вернулся домой, чтобы поднять восстание и здесь, Джеффри Кобб и Джон Ханчач, члены местного дворянства. Кембриджский университет, работающие в котором священники владели особыми привилегиями, был очень непопулярен у жителей города. Основной целью восставших, поддержанных мэром города, был университет. Они разграбили Корпус-Кристи-Колледж, имевший отношение к Джону Гонту, и университетскую церковь; была совершена попытка убить университетского возного, которому, однако, удалось бежать. На центральной площади города были сожжены университетская библиотека и архивы. На следующий день руководство университета было вынуждено подписать хартию об отказе от королевских привилегий. Из Кембриджа восстание распространилось на север, в Или, где была взята тюрьма и убит местный судья.
Восстание в Норфолке возглавляли ткач Джеффри Литстер и сэр Роджер Бэкон, местный дворянин, связанный с саффолкскими повстанцами. 14 июня Литстер начал рассылать по округе гонцов с призывами к восстанию; в отдельных местах эти призывы привели к бунтам и убийствам. Вместе повстанцы региона собрались 17 июня неподалёку от Нориджа; Роберт Сейл, ответственный за оборону города, попытался закончить дело мирными переговорами, однако был убит при попытке провести их. После этого события горожане открыли ворота и впустили повстанцев в город. Начались грабежи зданий; был убит чиновник Реджинальд Эклс. Уильям де Уффорд, граф Саффолк, бежал из своего поместья и, маскируясь, добрался до Лондона. Остальные предводители местного дворянства были захвачены в плен. Беспорядки распространились по всей округе: из тюрем выпускались заключённые, люди убивали фламандских иммигрантов, сжигали судебные документы, грабили дома знати.

#### Северная и западная Англия

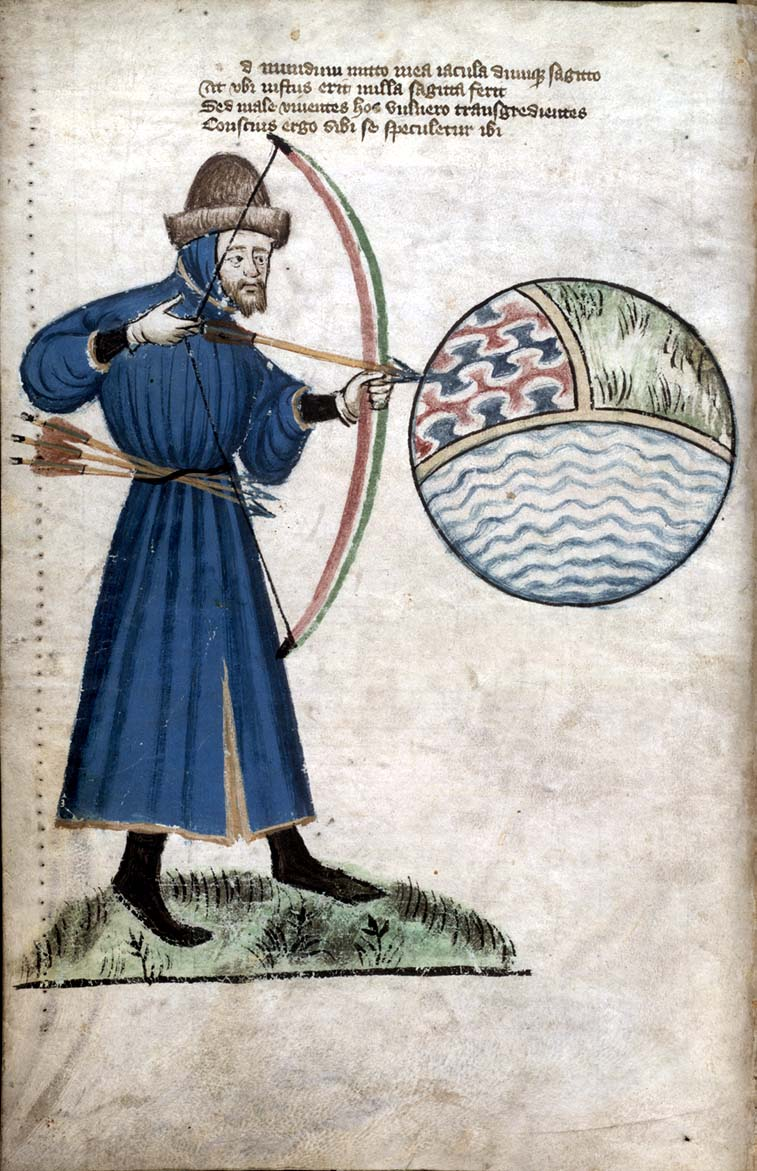
Иллюстрация к сочинению Джона Гауэра «Глас вопиющего», описывающему восстание

Восстание охватило и остальные части Англии, в частности северные города, традиционно бывшие центрами политических волнений. В городе Беверли возникли противоречия между богатой торговой элитой и городской беднотой. К концу месяца повстанцы захватили власть в городе и заменили прежнюю администрацию на свою собственную. Восставшие попытались заручиться поддержкой Александра Невилла, архиепископа Йоркского, а в конце июля даже заставили бывшее городское правительство согласиться предстать перед судом архиепископа. В июне 1382 года восстание было подавлено и восстановлен мир, но напряжённость в регионе существовала ещё несколько лет.
Вести о распространении восстания с юго-востока на север очень медленно доходили в другие регионы из-за плохой системы связи средневековой Англии. В Лестер, где находился замок Джона Гонта, пришли предупреждения о том, что повстанцы движутся к городу из Линкольншира, намереваясь разграбить замок. Под руководством мэра город приготовился к обороне, была мобилизована местная полиция, однако восставшие так и не появились. Сам Джон Гонт находился в Берике, когда 17 июня получил вести о восстании. Не зная, что Уот Тайлер уже убит, Джон Гонт привёл свои замки в Йоркшире и Уэльсе в состояние боевой готовности. В Берик продолжали прибывать слухи, многие из которых были неверными; они говорили о масштабном восстании на западе и востоке Англии, о грабежах имущества герцога в Лестере. Также говорили, что повстанцы охотятся на самого герцога. Гонт начал поход к замку Бамборо, однако вскоре изменил курс к северу, в Шотландию, и вернулся на юг только после окончания волнений.
Около 17 июня вести о лондонских событиях достигли и Йорка, где сразу же начались нападения на имущество Доминиканского ордена, францисканские монастыри и другие религиозные учреждения. Последующие недели волнение не утихало, а 1 июля вооружённая группа людей под предводительством Джона де Гисбоурна ворвалась в город и попыталась захватить в нём власть. Мэр Симон де Куикслэй стал постепенно восстанавливать контроль над городом, однако полностью этот процесс завершился лишь к 1382 году. Когда новости о восстании на юге страны достигли Скарборо, там 23 июня также вспыхнули массовые беспорядки и бунты против правящей элиты; повстанцы при этом одевались в белые плащи с красным хвостом на спине. Члены местного правительства были смещены с должности, а один сборщик налогов чуть не линчёван. Однако к 1382 году элита снова заняла места в правительстве.
19 июня вспыхнуло восстание в сомерсетском городе Бриджуотер; повстанцев возглавляли Томас Инглеби и Адам Брюгг. Толпа напала на здание августинцев и заставила их предводителя отказаться от своих привилегий, а также заплатить за себя выкуп. Затем повстанцы обратили внимание на Джона Сиденхема, местного купца и чиновника; они разграбили его усадьбу и сожгли документы. Также был казнён местный житель барон Вальтер. Также была атакована илчестерская тюрьма и казнён один из заключённых, непопулярный в народе.

### Подавление восстания

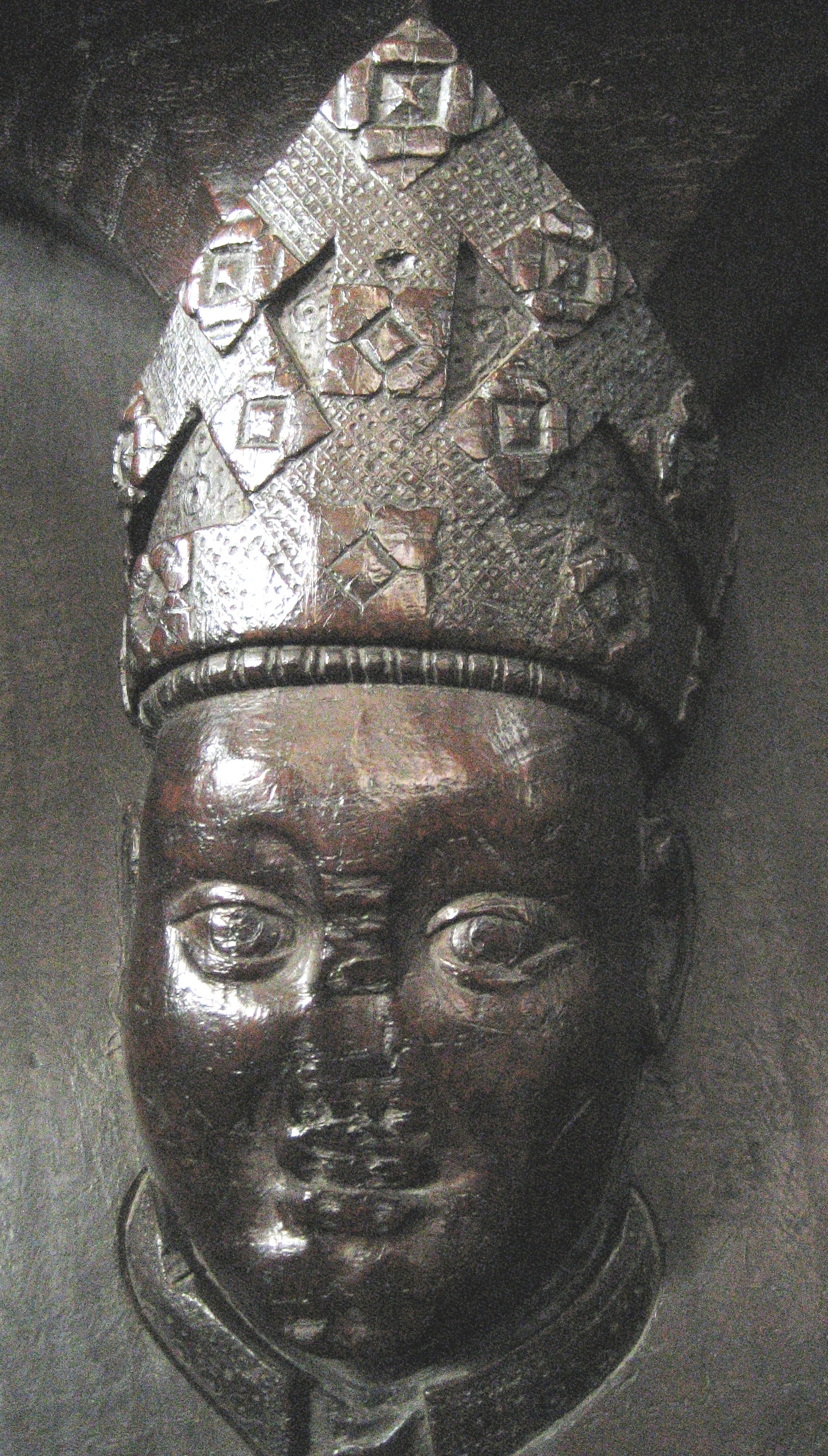
Работа XIV века, изображающая Генри ле Диспенсера, предводителя королевских войск в битве при Норт-Уолшем

15 июня, вскоре после смерти Уота Тайлера, начались ответные действия королевских властей по подавлению восстания. Для восстановления порядка в столице были назначены Роберт Ноллес, Николас Брембр и Роберт Лоунд. Солдаты были призваны на службу, в Лондоне было собрано около 4 тысяч человек, и направлены экспедиции в проблемные части страны.
Восстание в Восточной Англии было подавлено Генри ле Диспенсером, епископом Норвичским, без помощи королевских сил. Когда восстание началось, он находился в Стамфорде в Линкольншире и, узнав об этих событиях, отправился на юг с восемью пехотинцами и небольшим отрядом лучников, по дороге пополняя свои силы. Сначала он отправился в Питерборо, где разгромил силы местных повстанцев и казнил всех, кого удалось захватить, включая нашедших приют в местном аббатстве. Затем он отправился на юго-восток через Хантингдон и Или, достиг Кембриджа 19 июня, а затем перешёл в районы Норфолка, контролируемые повстанцами. 24 июня у повстанцев был отбит Норвич, а затем Генри ле Диспенсер отправился на поиски лидера повстанцев Джеффри Литстера. Армии встретились в битве при Норт-Уолшем 25 или 26 июня; верх взяли войска епископа. Литстер был взят в плен и казнён. Быстрые действия Генри были необходимы для подавления восстания в восточной Англии, однако казни повстанцев формально были незаконными, так как Диспенсер не имел на это королевского разрешения.
17 июня король отправил своего сводного брата Томаса Холланда и сэра Томаса Тривета с небольшими силами в Кент, где те должны были восстановить порядок. Они провели суды в Мэйдстоуне и Рочестере. Граф Суффолка Уильям де Аффорд вернулся в свои земли 23 июня, поддерживаемый войском в 500 человек. Он быстро покорил эту территорию и вскоре провёл в Милденхолле суд, на котором многие из обвиняемых были приговорены к смертной казни. 6 июля он прибыл в Норфолк и провёл суды в Норвиче, Грейт-Ярмуте и Хэкинге. В Кембриджшире судебным разбирательством против повстанцев руководил лорд ла Зоуч Хью. В Сент-Олбанс аббату удалось арестовать Уильяма Гриндекобба и его сторонников.
20 июня для организации специальных комиссий по всей Англии были назначены дядя короля Томас Вудсток и Роберт Тресилиан, новый лорд-главный судья Англии и Уэльса. Вудсток отвечал за проведение судов в Эссексе, куда также были направлены войска, так как сопротивление там ещё продолжалось. Ричард сам посетил Эссекс, где встречался с делегацией повстанцев, которые хотели, чтобы король подтвердил истинность обещаний, данных в Майл-Энде. Ричард отказался от своих прежних слов, якобы заявив: «мужиками (англ. rustics) вы были, мужиками и останетесь. Вы останетесь в рабстве, но не таком как раньше, а ещё более жёстком». Вскоре к Вудстоку присоединился Тресилиан, и ими была проведена 31 казнь в Челмсфорде; в июле они отправились в Сент-Олбанс для дальнейшего проведения судебных процессов. Томас Вудсток продвинулся дальше в Глостер с 200 солдатами для подавления беспорядков там. Порядок в Йоркшире было поручено восстановить графу Нортумберленду Генри Перси.
На этих процессах подсудимым вменялись нарушения множества разных законов от государственной измены до сжигания книг и разрушения домов; принятие решений осложнялось относительно узкой трактовкой понятия «государственная измена». Информаторы и доносы стали обычным делом, из-за чего среди населения распространился страх; к ноябрю по меньшей мере 1500 человек было казнено либо убито в бою.
Довольно быстро были захвачены лидеры повстанцев. Лидер, в хрониках называемый Джек Строу, был пойман и казнён в Лондоне. Джона Болла схватили в Ковентри, затем судили в Сент-Олбансе и казнили 15 июля. Гриндекобб также был осуждён и казнён в Сент-Олбансе. Джона Уорва судили в Лондоне; вероятно, что он дал показания против 24 судимых вместе с ним в надежде получить помилование, однако был повешен, потрошён и четвертован 6 мая 1382 года. Роджер Бэкон, возможно, был арестован после битвы в Норфолке, был осуждён и находился в заключении в Тауэре, пока не был помилован королём. Известно, что в сентябре 1381 года Томас Инглби ещё успешно скрывался от властей.

### Последствия

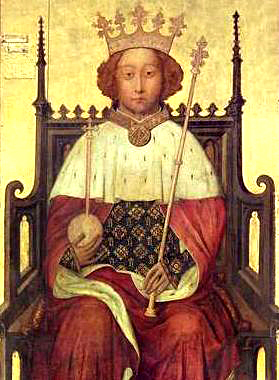
Портрет Ричарда II конца XIV века

По окончании восстания королевское правительство и парламент начали восстанавливать прежнюю систему управления; историк Майкл Постан пишет, что современные ему историки считают восстание в некотором смысле «мимолётным событием». 30 июня король приказал крепостным вернуться к своим хозяевам на прежних условиях работы, а 2 июля были отменены все подписанные королём под давлением повстанцев хартии. В ноябре был собран парламент для обсуждения событий прошедшего года и решения, как лучше реагировать на подобные проблемы. Виновными были объявлены королевские чиновники, чьи действия были расценены как неправомерные, а сами они были названы слишком жадными и властолюбивыми. Палата общин стояла за сохранение действующего трудового законодательства, но просила внести некоторые изменения в состав королевского совета, которые Ричард обязался выполнить. Ричард также объявил всеобщую амнистию тем, кто казнил повстанцев с нарушением правовой процедуры, всем восставшим против власти, за исключением людей из Бери-Сент-Эдмундс и всем имевшим отношение к убийствам королевских чиновников, а также тем, кто до сих пор скрывался от тюрьмы.
Хотя и применяя насилие для подавления восстания, правительство и местные феодалы были осмотрительны, восстанавливая порядок, и в течение нескольких десятилетий к новым восстаниям относились с особым беспокойством. Почти все землевладельцы решали конфликты со своими крестьянами через суды; мало кто пытался отомстить крестьянину лично, насилием. Малые местные волнения, однако, не утихали ещё несколько лет. В сентябре 1382 года были беспорядки в Норфолке, где, среди прочего, была совершена попытка покушения на епископа Норвичского; в марте следующего года состоялся процесс по делу о заговоре с целью убийства шерифа Девона. При обсуждении арендной платы с помещиками крестьяне вспоминали о восстании и угрозе насилия.
Со стороны парламента перестали исходить попытки введения новых подушных налогов или реформирования системы налогообложения Англии. Более того, в конце 1381 года Палата общин заявила, что военные действия на континенте должны быть «осторожно, но существенно сокращены». Не имеющее возможности введения новых налогов правительство было вынуждено пересмотреть свою внешнюю политику, свернуть военные походы и рассмотреть варианты заключения мирных договоров. Уровень закрепощения крестьян после событий 1381 года уменьшился, однако под влиянием скорее экономических, нежели политических причин. Заработная плата сельских рабочих продолжила расти, и землевладельцы часто отпускали своих крепостных на свободу за денежный выкуп либо изменяли традиционные формы аренды земли. К XV веку институт крепостничества в Англии окончательно прекратил своё существование.

## Повстанцы

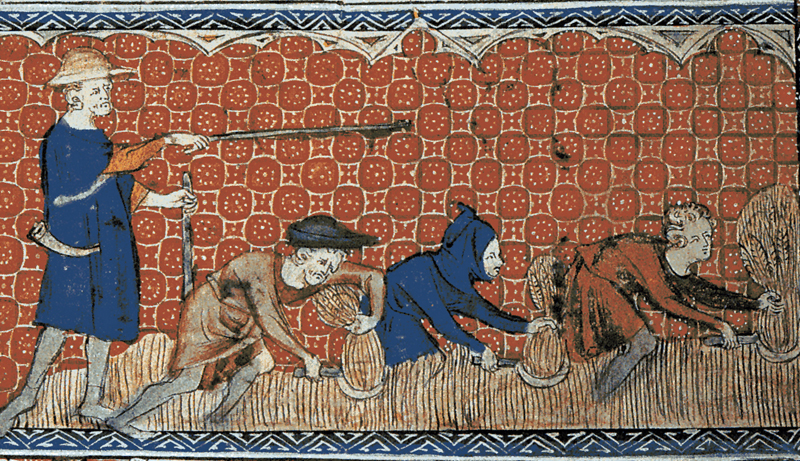
Сельская сцена XIV века: надзиратель руководит работой крестьян; миниатюра из Псалтырь королевы Марии

Хронисты описывают повстанцев прежде всего как крепостных крестьян, используя при этом уничижительные латинские термины, такие как serviles rustici, servile genu и rustictas, эпитеты, в переводе на русский равносильные слову «мужичьё». Однако некоторые хронисты, включая Найтона, отмечали наличие в составе повстанцев сбежавших подмастерьев, ремесленников и других. Данные протоколов послевосстанческих судебных заседаний также показывают участие широких слоёв общества, опровергая бытовавшее ранее мнение об участии в восстании только крепостных.
Сельские повстанцы принадлежали к различным слоям общества, но в основном у них было достаточное для нормальной жизни количество земли и имущества, а бедняки составляли меньшинство в повстанческом движении. Многие из них занимали места в органах местного самоуправления сёлами, и это, скорее всего, и обеспечило восстанию хороших руководителей. Некоторые были ремесленниками; как перечисляет Роберт Хилтон, в составе повстанцев были: «плотники, пильщики, каменщики, сапожники, портные, ткачи, сукновалы, перчаточники, кожевники, пекари, мясники, трактирщики, повара». В основном они были мужчинами, но присутствовали в повстанческих рядах и женщины. Повстанцы, как правило, были неграмотны; в Англии того периода могли читать лишь 5—15 процентов населения. Также восставшие происходили из большого количества различных сельских общин, включая не менее 330 участвовавших в восстании восточно-английских деревень.
Многие повстанцы имели городское происхождение; так, скорее всего, большинство участников лондонских событий были местными жителями, а не крестьянами. В некоторых случаях городские повстанцы принадлежали к бедноте, которая хотела поживиться за счёт местной элиты. В Лондоне, например, горожане-повстанцы в большинстве своём были бедны и неграмотны. Кроме того, некоторые восставшие горожане сами были частью этой элиты, как, например, в Йорке, где протесты, как правило, организовывались зажиточными членами местного общества.
Подавляющее большинство тех, кто участвовал в восстании 1381 года, не было представлено в Парламенте и не могло участвовать в процессе принятия решений. В некоторых случаях, однако, к повстанцам присоединялись или даже руководили ими представители местного дворянства; например в Норфолке восстание возглавлял сэр Роджер Бэкон. Позднее некоторые из них утверждали, что к восстанию их заставили присоединиться. В рядах повстанцев были также и члены духовенства; кроме заметных лидеров, таких как Джон Болл или Джон Уорв, в записях о восстании в юго-восточной Англии упоминаются почти 20 священников. Некоторых из них преследовало местное правительство, другие находились в неблагоприятном положении из-за недостатка средств; некоторые, возможно, присоединялись к восстанию из-за своих радикальных убеждений.
Многие из участников восстания использовали псевдонимы; в частности, в письмах, рассылаемых по всей стране для стимулирования новых восстаний. Псевдонимы использовались как для защиты отдельных лиц от их компрометации, так и для отсылки к популярным у народа историям. Одним из популярных для псевдонимов было имя Петра-Пахаря, главного героя стихотворения Уильяма Лэнгленда. Также было популярным брать псевдоним Джек, что, как предполагают историки Стивен Джастис и Картер Ревард, резонировало с произошедшим незадолго до этого восстанием во Франции, получившим название от распространённого во Франции имени Жак.

## Память

### Историография

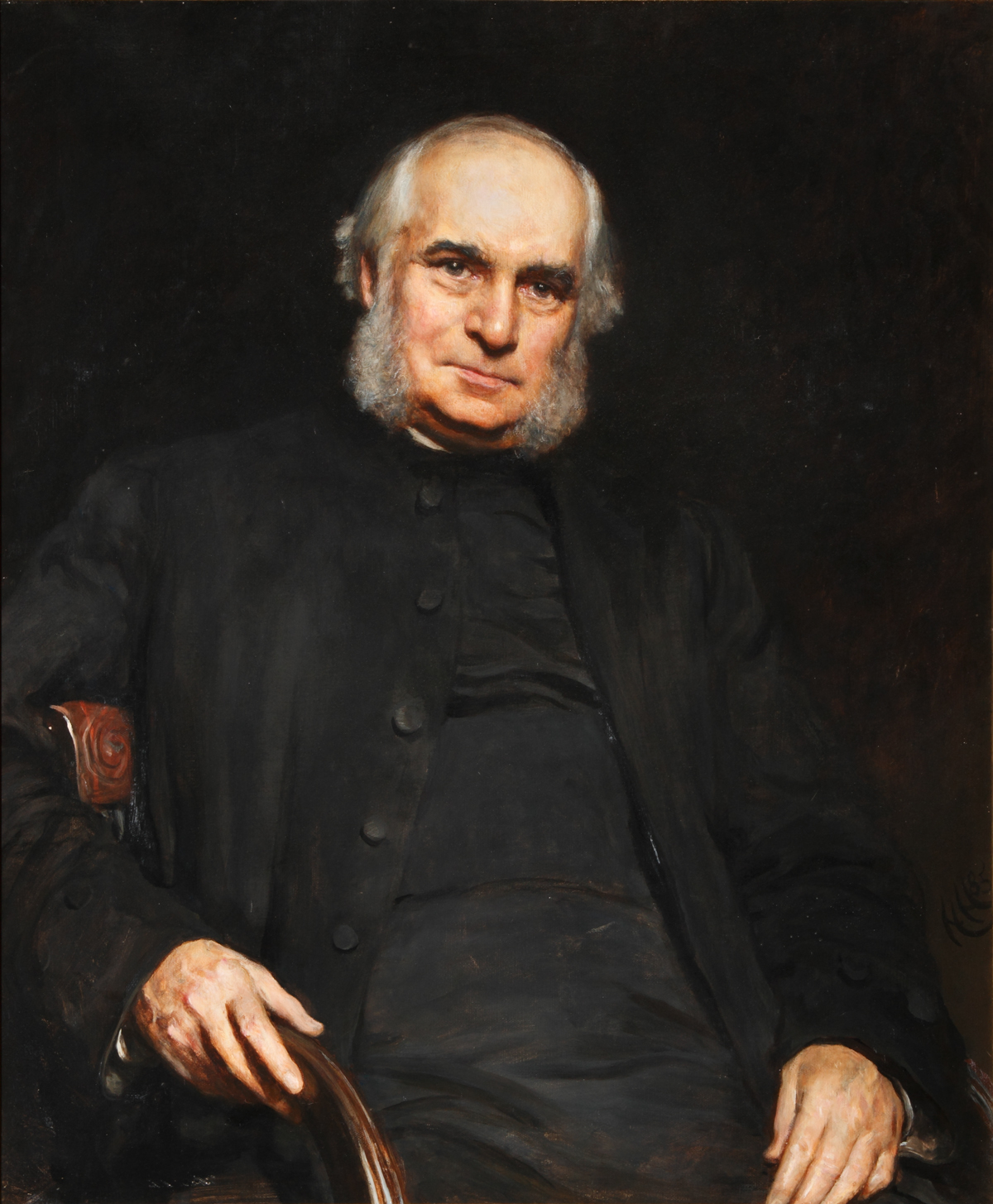
Историк Уильям Стэббс, назвавший восстание «одним из самых знаменательных событий нашей истории». Портрет работы Губерта фон Геркомера (1885 год)

Важным источником для историков являются летописцы, являющиеся современниками восстания. Хронисты часто были негативно настроены по отношению к повстанцам и описывали их, по словам историка Сьюзен Крэйн, как «зверей, чудовищ или дураков». Лондонские летописцы часто не желали признавать роль жителей своего города в восстании, предпочитая возлагать вину исключительно на крестьян с юго-востока. Среди ключевых источников Anonimalle Chronicle, автор которой, скорее всего, служил при королевском дворе и был очевидцем многих событий. Застал большую часть восстания хронист Томас Уолсингем, который очень боялся социальных потрясений и был поэтому настроен против повстанцев. Жан Фруассар имел источники, написанные близкими к восстанию людьми, но был склонен к смешиванию реальных фактов с выдуманными историями. Положительных мнений того времени о восстании не сохранилось.
В конце XIX века имел место всплеск интереса к восстанию Уота Тайлера, вызванный развитием рабочего и социалистического движения. Ход восстания описали в своих работах Чарльз Оман, Эдгар Пауэл, Андре Ревилль и Джордж Тревельян. К 1907 году работы летописцев были широко доступны в печатном виде; также были определены основные государственные архивы, касающиеся событий. Ревилль стал использовать судебные заключения, вынесенные по проводимым после восстания делам, как новый источник исторической информации; в течение следующего столетия были проведены обширные исследования местной социальной и экономической истории восстания, причём были использованы местные архивные источники со всей юго-восточной Англии.
Интерпретация восстания и его последствий менялась на протяжении веков. Историки XVII века, такие как Джон Смит, придерживались позиции, что восстание положило конец крепостному праву в Англии. Такого же мнения были и историки XIX века, например, Уильям Стэббс и Торольд Роджерс; Стэббс назвал восстание «одним из самых знаменательных событий нашей истории». В XX веке подобное мнение было оспорено историками, к примеру, Мэйем Маккисаком, Майклом Постаном и Ричардом Добсоном, пересмотревшими влияние восстания на последующую политическую и экономическую историю Англии. В середине XX века восстанием заинтересовались симпатизировавшие повстанцам историки-марксисты, включая Родни Хилтона. Восстание Уота Тайлера получило больше академического внимания, чем любые другие средневековые восстания.
Восстание занимало значительное место в российской и советской медиевистике, где оно приводилось как пример борьбы угнетаемого класса с угнетателями-феодалами, членами разлагающейся системы. Основополагающей работой, впоследствии дополняемой и критикуемой другими учёными, стал труд Дмитрия Моисеевича Петрушевского под названием «Восстание Уота Тайлера: очерки из истории разложения феодального строя в Англии». Впоследствии эта работа критиковалась советскими учёными за то, что в его работах классовой борьбе как причине восстания было уделено мало места.

### В культуре

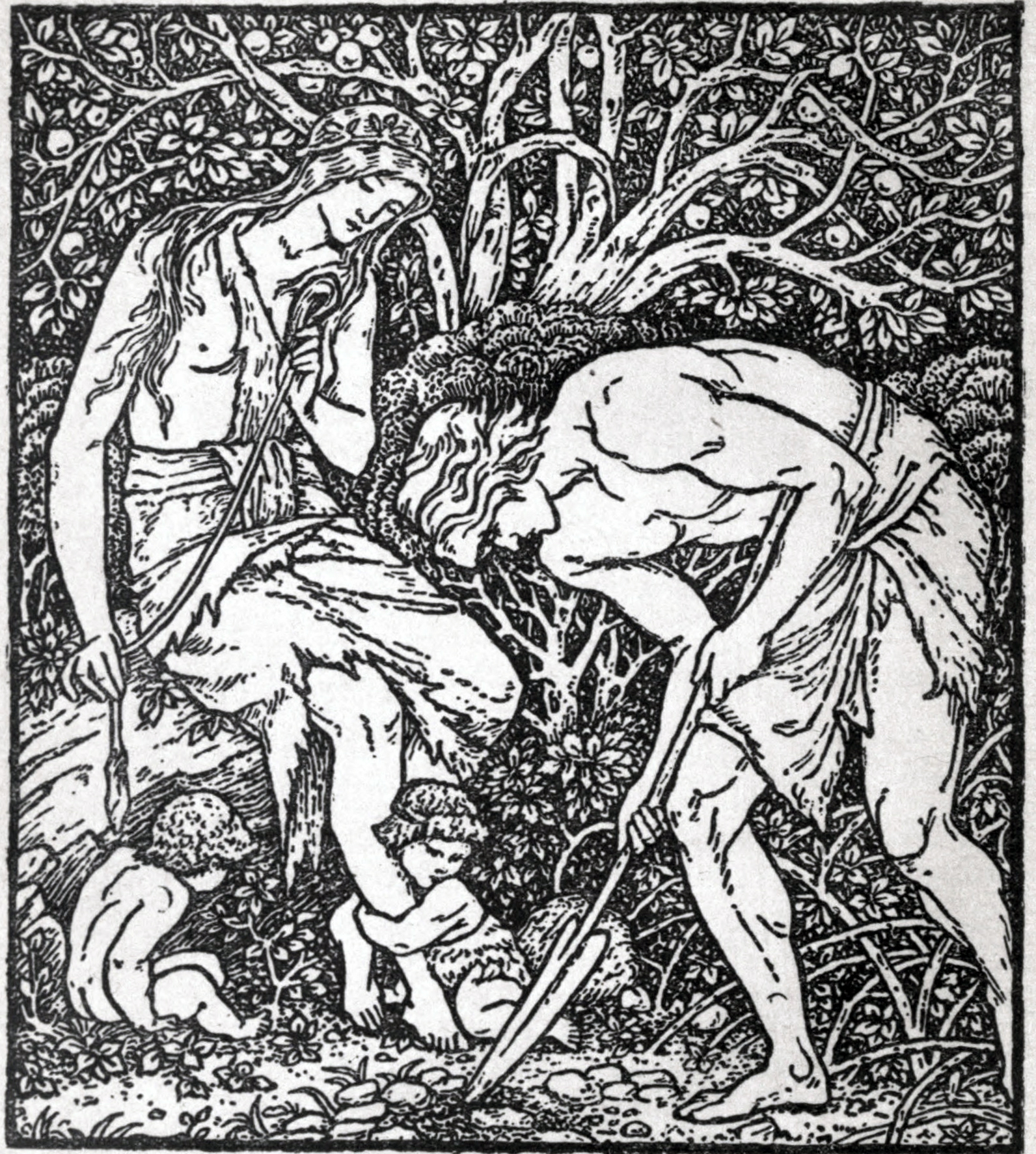
«Когда Адам пахал, а Ева пряла, кто тогда был дворянином?» Иллюстрация Эдварда Бёрн-Джонса к первому изданию «Сна о Джоне Болле» Уильяма Морриса (1888)

Восстание Уота Тайлера стало популярной темой литературы. Поэт Джон Гауэр, имевший тесные связи с участвовавшими в подавлении восстания, написал своё знаменитое стихотворение Vox Clamantis в десятилетие после восстания и осудил в нём повстанцев, сравнив с дикими животными. Джеффри Чосер, который жил в Олдгейте и мог сам присутствовать в Лондоне во время восстания, ссылался на убийство повстанцами фламандцев в «Рассказе монастырского капеллана», части «Кентерберийских рассказов», пародирующей стихотворение Гауэра. Чосер более не упоминает восстания в своей работе, возможно, из-за того, что он был королевским служителем, это бы отразилось на нём неблагоприятно по политическим причинам. Уильям Лэнгленд, автор стихотворения «Видение о Петре-Пахаре», которое было очень популярно у повстанцев, после восстания сделал в своей работе ряд изменений, чтобы избежать критики за связь с восстанием.
Восстание легло в основу пьесы начала XVI века «Жизнь и смерть Джека Строу», возможно, написанной Джорджем Пилем и, вероятно, первоначально предназначавшейся для постановки на городском конкурсе гильдий. В пьесе Джек Строу представлялся трагической фигурой, вовлечённой в противоправное восстание Джоном Боллом; в пьесе проводились чёткие связи между политической нестабильностью Англии конца правления Елизаветы и XIV веком. История о восстании служила основой для памфлетов времён Английской гражданской войны XVII века; использовал эту тему в своих произведениях и Джон Кливленд. Эта тема получила распространение в предостерегающих политических речах XVIII века; во времена восстаний якобитов и войны за независимость США получил популярность лубок, озаглавленный «История Уота Тайлера и Джека Строу». Спорили о том, какие уроки нужно извлечь из восстания, Томас Пейн и Эдмунд Бёрк, Пейн выражал повстанцам сочувствие, а Бёрк ругал их за применение насилия. Поэт «озёрной школы» Роберт Саути написал в 1794 пьесу «Уот Тайлер».
Восстание широко использовалось в произведениях писателей-социалистов XIX и XX веков. Уильям Моррис опирался на Чосера в своём романе «Сон о Джоне Болле», опубликованном в 1888 году, в нём показан рассказчик, открыто симпатизирующий крестьянскому делу, который хоть и живёт в XIX веке, но во сне попадает в XIV век. Повествование оканчивается пророчеством, что в один день идеалы социализма воплотятся в жизнь. В свою очередь, такое представление о восстании повлияло на утопическо-социалистическую работу Морриса «Вести из ниоткуда». Более поздние социалисты XX века также проводили параллели между восстанием Уота Тайлера и современной им политической борьбой. В 1922 году вышла в свет поэма «Уот Тайлер», написанная русским советским писателем Андреем Глобой. 6 сентября 1953 года в Лейпцигском государственном оперном театре состоялась премьера оперы «Уот Тайлер» английского композитора Алана Буша.
В 1942 году, находясь в Ленинграде во время блокады, советская писательница и переводчица З. К. Шишова написала детскую историческую повесть «Джек-Соломинка» (опубликована в 1943 г.), посвященную судьбе одного из предводителей восстания 1381 года Джека Стро, неоднократно переиздававшуюся в СССР.

### Теории заговора
Существуют теории заговора, основанные на событиях восстания 1381 года. Их создатели пытаются объяснить основные пробелы в большинстве описаний событий историками, к примеру, скорость, с которой координировалось восстание. Например, по некоторым теориям, восстание контролировалось тайной оккультной организацией, которая образовалась из уцелевших частей ордена тамплиеров, официально уничтоженного в 1312 году; по другим теориям, в организации восстания принимали участие предшественники масонов.

## Комментарии
1. ↑  Невозможно точно сравнить современные цены или доходы с ценами XIV века. Для сравнения, годовой доход типичного дворянина составлял около 600 фунтов стерлингов в год, а доходы графов, которых было всего 6, составляли более 5000 фунтов стерлингов[29][30].
2. ↑  Для сравнения, заработок неквалифицированного рабочего в Эссексе 1380 года составлял около 3 пенсов в день[37].
3. ↑  Суд Маршалси изначально предназначался для рассмотрения дел, связанных с королевской семьёй и теми, кто занимается с ней делами; суд передвигался с королём по всей стране и имел власть на территории 19 км вокруг монарха. Монархи XIV века чаще всего проживали в Лондоне, и, таким образом, суд Маршалси почти всё время контролировал столицу. Монархи часто использовали этот суд для осуществления королевской власти, часто за счёт корпорации лондонского Сити[59].
4. ↑  В Уолсингемских хрониках подчёркивается роль «Джека Строу», и также он упоминается у Фруассара, хотя у Найтона написано, что это был лишь псевдоним; иные хронисты вообще не упоминают такое имя. Историк Фридрих Бри в 1906 году издал статью, отрицающую существование подобной личности. В современном научном сообществе принято считать, что предводителем был Тайлер, а существование иного лидера, подобного «Джеку Строу», сомнительно[95][96][97].
5. ↑  Военный историк Джонатан Сампшон считает надёжным это описание, взятое из летописи Томаса Уолсингема; историк Стивен Джастис менее уверен в его корректности из-за саркастической манеры, в которой Уолсингем высмеивает старое и ветхое оружие повстанцев[103][102].
6. ↑  Историк Эндрю Прескотт утверждал, что маловероятно, что такое большое количество восставших могло так быстро дойти до Лондона, учитывая состояние средневековой дорожной сети[104].
7. ↑  Летописцы расходятся во мнениях относительно королевских сил, находившихся непосредственно в Лондонском Тауэре; Генри Найтон утверждает, что там находилось 150—180 человек, Томас Уолсингем предполагает 1200. Он, вероятно, преувеличивает; историк Алистер Данн считает, что присутствовало небольшое количество воинов; Джонатан Сампшон предполагает, что в замке находилось 150 пехотинцев и некоторое число лучников[110][105].
8. ↑  Неясно, кто открыл повстанцам дорогу по Лондонскому мосту. После окончания восстания трём олдерменам — Джону Хорну, Уолтеру Сибилу и Уильяму Тонгу — были предъявлены судебные обвинения по факту этого дела; остаётся неясным, насколько эти обвинения были продиктованы стремлением лондонского правительства найти виновных. Историк Найджел Саул сомневается в их сотрудничестве с повстанцами. Родни Хилтон показывает, что они, возможно, открыли ворота, чтобы выиграть время и предотвратить разрушение города, хотя он склоняется к теории, что толпа горожан заставила их открыть ворота. Джонатан Сампшон аналогично утверждает, что ворота были открыты старейшинами перед лицом народного давления[117][118][114].
9. ↑  Считалось, что королевский советник Ричард Лайонс имеет фламандские корни, хотя он также был достаточно непопулярен из-за своей роли в правительстве[129][128].
10. ↑  Повстанческий призыв к возвращению «закона Уинчестера», бывшего столицей Англии до 1100 года, стал предметом многочисленных дискуссий. По одной из теорий, это другое название Книги Страшного суда Вильгельма I, которая, как считалось, обеспечивала защиту отдельных групп арендаторов. Другая версия предполагает, что так назван Statute of Winchester 1285 года, который позволял органам местного законодательства вооружать деревенские общины. Появление в XIV веке специальных судей и королевских чиновников подорвало эти принципы[139][137].
11. ↑  Большинство хронистов считает, что атакующие не возглавлялись Тайлером — он вёл переговоры; только в Anonimalle Chronicle значится, что Тайлер возглавлял взятие. Датировка штурма поздним утром опирается на Вестминстерскую хронику[142].
12. ↑  Слово «мужики» приписано Ричарду II летописцем Томасом Уолсингемом и должно трактоваться с осторожностью. Историк Дэн Джонс хотя и считает, что Ричард, без сомнения, презирал повстанцев, но предполагает, что фраза была выдумана самим Уолсингемом[229][228][230].